# Jesiden in Georgien
Die Jesiden in Georgien sind ein Teil der Jesiden, die im 19. und frühen 20. Jahrhundert aus dem Osmanischen Reich aufgrund von Verfolgungen flüchteten und in Georgien Zuflucht suchten.

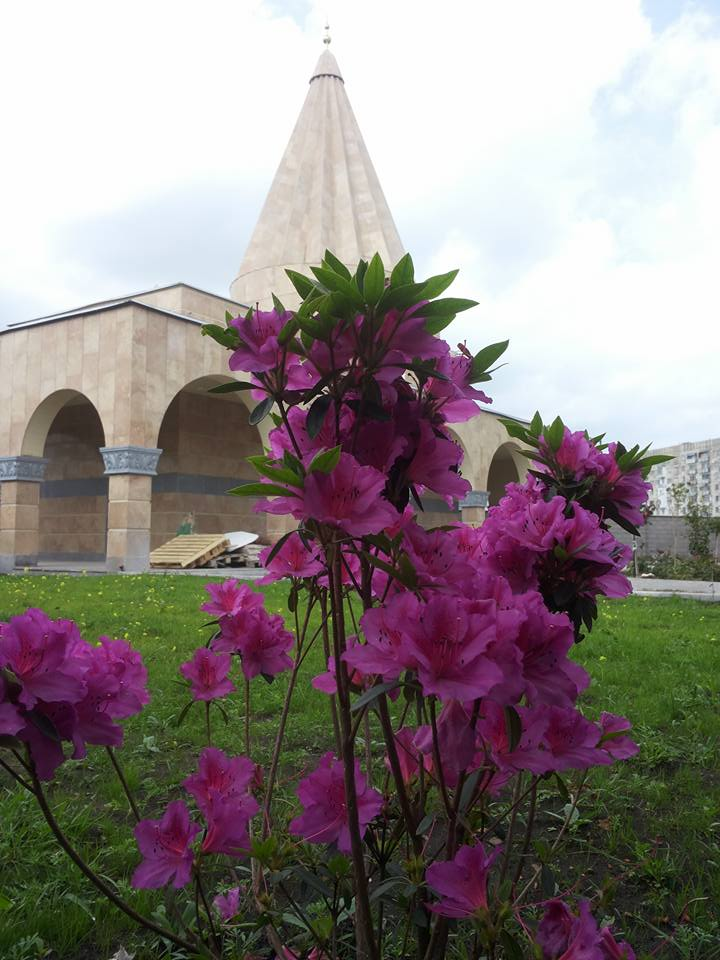
Jesidischer Tempel Quba Siltan Ezid in Tiflis

## Geschichte
Die Jesiden in Georgien gehören zu den ärmsten und am stärksten diskriminierten Bevölkerungsgruppen in Georgien. In der Sowjetunion bestand zwischen Jesiden in Georgien und Jesiden in Armenien zu den Jesiden im Irak, in der Türkei und in Syrien fast kein Kontakt. 1989 lebten in Georgien 33.000 Jesiden. Nach dem Zerfall der Sowjetunion in den 1990er Jahren flohen tausende Jesiden vor Verfolgung und Diskriminierung aus Georgien nach Deutschland. 2008 betrug die Anzahl der Jesiden in Georgien 12.000.
Laut der georgischen Volkszählung von 2014 betrug die Anzahl der Jesiden in Georgien im Jahr 2014 insgesamt 12.174.
1919 erhielten die Jesiden die Erlaubnis von der georgischen Regierung, in Tiflis ein „Jesidisch-nationales beratendes Gremium“ zu registrieren. Diese Organisation gab an, dass die Jesiden sich als eigenständige Nationalität betrachten. Zugleich erklärten sie, wie auch viele Jesiden in Armenien, dass ihre Sprache Kurmandschi eine eigene Sprache sei und „Jesidisch“ genannt werde. Unter der Herrschaft Stalins änderten die Jesiden jedoch die Einstellung zu ihrer Nationalität und erklärten sich nunmehr den Kurden zugehörig. Bei der Volkszählung 1939 wurden 39.000 Kurden in der Sowjetunion registriert, zu denen rund 20 Prozent Jesiden zählten.